# Growth Arrow
「Growth Arrow」（グロウス・アロウ）は、OLDCODEXの楽曲。YORKE.が作詞、Ta_2が作曲を手掛けた。ユニットの15枚目のシングルとして2018年2月7日にLantisから発売された。

## 概要
前作『Scribble, and Beyond』から1年3ヶ月ぶりとなる2018年1作目のシングル。表題曲はテレビアニメ『Butlers〜千年百年物語〜』のオープニングテーマに起用された。通常盤と初回限定盤の2種類が発売され、初回限定盤には、表題曲のミュージックビデオとメイキング映像を収録したDVDが同梱された。

## シングル収録内容
| 全作詞: YORKE.。 |                                                                         |           |           |        |      |
| #                | タイトル                                                                | 作詞      | 作曲      | 編曲   | 時間 |
| 1.               | 「Growth Arrow」(TVアニメ『Butlers〜千年百年物語〜』オープニングテーマ) | YORKE.    | Ta_2      | 小山寿 | 4:04 |
| 2.               | 「Sonic In Portrait」                                                   | YORKE.    | eba       | eba    | 4:38 |
| 3.               | 「Shelter」                                                             | YORKE.    | 小山寿    | 小山寿 | 4:04 |
| 合計時間:        | 合計時間:                                                               | 合計時間: | 合計時間: | 12:46  |      |

| #  | タイトル                                  | 作詞 | 作曲・編曲 |
| -- | ----------------------------------------- | ---- | ---------- |
| 1. | 「Growth Arrow」(Music Video)             |      |            |
| 2. | 「Making of " Growth Arrow" Music Video」 |      |            |